# Francisco Baños
Francisco Daniel Baños García (Ciudad de México, México, 27 de diciembre de 1991) es un futbolista mexicano que actualmente juega como defensa para el Tampico Madero FC de la Segunda División de México.

## Clubes
| Club                   | País   | Año             |
| ---------------------- | ------ | --------------- |
| Real Cuatitlán         | México | 2012            |
| Bravos de Nuevo Laredo | México | 2013-2014       |
| Tampico Madero         | México | 2014 - Presente |